# 翟虎渠
翟虎渠（1950年8月—），江苏涟水人，中国共产党第十六届、十七届中央委员会候补委员。
1981年，毕业于南京农业大学获农学硕士。1987年，获英国伯明翰大学遗传学博士。1995年任南京农业大学校长，2001年，任中国农业科学院院长。
2001年6月，中国科学技术协会第六次全国代表大会召开，并选举其出任第六届全国委员会常务委员。